# Караманци
Караманци е село в Южна България. То се намира в община Минерални бани, област Хасково.

## География
Село Караманци се намира в северните склонове на Източните Родопи, на север от рида Чуката, по горното течение на Харманлийска река. Населението се занимава предимно със земеделие и животновъдство. Климатичните условия са подходящи за отглеждането на технически и житни култури.
По данни от 2005 г. населението на Караманци възлиза на 1018 души. Езикът който се говори предимно е турски.

## История
Караман е вилает в Южна Турция. Основано е от турци-тюркмени и датира около 1466-71 година, когато Фатих Султан Мехмед разгромява Караманския бейлик и разпръсква на различни места из Анадола жителите му, а една част изселва към Балканите.